# جدایی (آلبوم)
جدایی (انگلیسی: Break Up) آلبومی استودیویی مشترک از پیت یورن و اسکارلت جوهانسون است، که در ۱۵ سپتامبر ۲۰۰۹ توسط آتکو رکوردز و راینو رکوردز منتشر شد.